# 오리슨 스웨트 마든

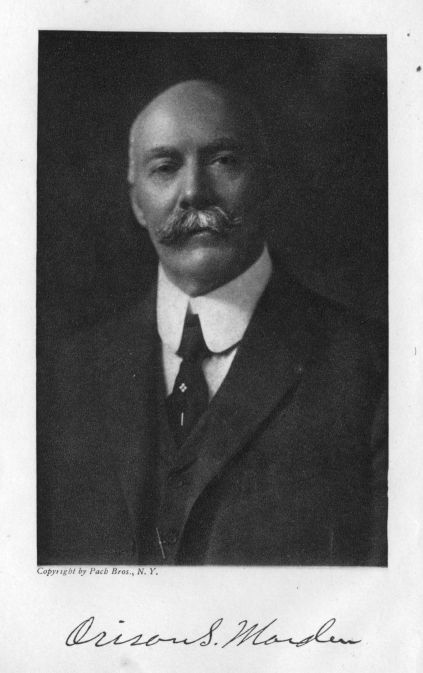
오리슨 스웨트 마든

오리슨 스웨트 마든(Orison Swett Marden, 1850년 ~ 1924년)은 미국인 작가로서, 신사상 운동(New Thought Movement)과 관계 있으며, 성공적인 호텔 경영자였다.
마든은 뉴 햄프셔에서 태어났다. 세살 때 어머니가 죽고, 두 남매와 함께 농부이며 사냥군이었던 아버지 밑에서 어렵게 살았는데 7살 때 아버지마저 죽었다. 그 후 친척의 손에 맡겨져 생계를 위하여 허드렛일을 하면서 어린 시절을 보냈다. 어느 제재소의 사환으로 일을 하면서, 우연히 새뮤얼 스마일스의 〈Self-help〉란 책을 발견하고, 자신의 미래를 결정하게 되었다. 그는 17살 때에 미국의 새뮤얼 스마일스가 되어서 많은 청소년들에게 삶의 방향을 잡아주는 삶을 살아야겠다고 진로를 결정했던 것이다. 1871년 보스톤 대학을 졸업하고, 1881년 하버드 대학에서 의학박사학위를 받았다.
그는 1894년 그의 첫 번째 책 〈Pushing to the Front〉을 출판하여 호평을 받으면서 1987년에는 〈Success Magazine〉을 발행하였다.

## 마든의 저작들
- Pushing to the Front or, Success Under Difficulties. 1894.
- How to Succeed or, Stepping-Stones to Fame and Fortune. 1896.
- Architects of Fate or, Steps to Success and Power. 1897.
- The Secret of Achievement. 1898.
- Cheerfulness as a Life Power. 1899.
- Character 1899.
- The Hour of Opportunity. 1900.
- An Iron Will. 1901.
- Every Man a King 1906
- Do It to a Finish 1909.
- Eclectic School Readings: Stories from Life, A Book for Young People.
- The Man You Long to Be article printed in Nautilus January 1918
- Ambition. 1919.
- Prosperity - How to Attract It. 1922.